# 澳白蟻科
澳白蟻科是現生白蟻中最原始的科，現生僅有达尔文澳白蚁（Mastotermes darwiniensis）1种，其他成員為已滅絕的物種。

## 化石紀錄
本科的化石紀錄眾多，包括了現生的澳白蟻屬（Mastotermes），本科在幾百萬年前廣布於世界各地，但由於未知因素，除了達爾文澳白蟻的祖先以外的物種都滅絕了。
澳白蟻科下的屬有：
- †蜚蠊白蟻屬 Blattotermes Riek （中新世 ─ 漸新世，法國、美國及澳洲）
- †加姆白蟻屬 Garmitermes Engel, Grimaldi, & Krishna （中新世，澳洲）
- †伊達諾白蟻屬 Idanotermes Engel （中新世，澳洲）
- †汗白蟻屬 Khanitermes Engel, Grimaldi, & Krishna （早白堊紀，蒙古）
- 澳白蟻屬 Mastotermes Froggatt （白堊紀 ─ 現代，歐洲、中美洲及澳洲）
- †澪白蟻屬 Miotermes Rosen （中新世，克羅埃西亞、德國及法國）
- †斯帕戈白蟻屬 Spargotermes Emerson （中新世 ─ 上新世，巴西）
- †瓦爾迪白蟻屬 Valditermes Jarzembowski （早白堊紀，英國）
- †不等白蟻屬 Anisotermes Zhao (晚白堊世,緬甸)